# یواس‌اس باروز (دی‌دی-۲۹)
یواس‌اس باروز (دی‌دی-۲۹) (به انگلیسی: USS Burrows (DD-29)) یک کشتی بود که طول آن ۲۹۳ فوت ۱۱ اینچ (۸۹٫۵۹ متر) بود. این کشتی در سال ۱۹۱۰ ساخته شد.